# Chip 'n Dale: Rescue Rangers 2
Chip 'n Dale Rescue Rangers 2 (チップとデールの大作戦2 Chippu to Dēru no Daisakusen 2?, lit. "La misión de Chip y Dale 2"), es un videojuego de plataformas desarrollado y publicado el 10 de diciembre de 1993 por Capcom para la videoconsola Nintendo Entertainment System. Está basado en la serie animada Chip 'n Dale: Rescue Rangers y fue precedido por un videojuego del mismo título. No habría otro videojuego hasta el lanzamiento de Chip 'n Dale: Rescue Rangers para Teléfonos Móviles en 2010 durante diecisiete años.

## Trama
Al final del juego anterior, Fat Cat era encerrado en prisión por Chip y Dale, pero al comienzo de esta aventura él logra escapar con ayuda de sus secuaces. Chip y Dale se enteran de una bomba que está por estallar en un restaurante por lo que se dirigen allí para ayudar, pero resulta que todo fue una farsa. Mientras ellos se encontraban ocupados con la supuesta bomba, Fat Cat aprovechó la confusión para robar la urna del faraón. Ahora es tarea de los protagonistas recuperar la urna antes de que Fat Cat lleve a cabos sus planes.

## Sistema de juego
El sistema de juego se mantiene del anterior juego. Las novedades son que en el modo de dos jugadores es posible lanzar al compañero para usarlo como arma, además de que ciertos minijuegos solo son accesibles con la colaboración de los dos protagonistas.